# Županijska cesta Ž6202
Ž6204 je županijska cesta u Hrvatskoj.
Nalazi se na otoku Hvaru. Počinje na spoju s državnom cestom D116, predstavlja glavni ulaz u grad Stari Grad, prolazi kroz središte mjesta, u samom dnu zaljeva, te dalje nastavlja kroz sjeverni dio naselja do turističkog kompleksa "Helios".

## Galerija slika
- Dionica ceste kod spoja s D116, gdje presijeca Starogradsko polje
- Križanje s lokalnom cestom L67187 - ulaz u Stari Grad
- Dionica koja presijeca Starogradsko polje
- Zavoj prije ulaza u Stari Grad
- Ulaz u Stari Grad
- Dionica ceste uz park "Vorba"
- Dionica ceste na obali, uz školu

## Vanjske poveznice
|  | Zajednički poslužitelj ima još gradiva o temi Županijska cesta Ž6202 |